# Ishmael Kipkurui
Ishmael Rokitto Kipkurui (* 10. Februar 2005) ist ein kenianischer Leichtathlet, der sich auf den Langstreckenlauf spezialisiert hat.

## Sportliche Laufbahn
Erste Erfahrungen bei internationalen Meisterschaften sammelte Ishmael Kipkurui im Jahr 2022, als er bei den Afrikameisterschaften in Port Louis in 13:49,13 min den sechsten Platz im 5000-Meter-Lauf belegte. Im Jahr darauf siegte er in 24:29 min im U20-Rennen bei den Crosslauf-Weltmeisterschaften 2023 in Bathurst und sicherte sich dort zudem auch in der Teamwertung die Goldmedaille. Kurz darauf siegte er in 7:41,38 min im 3000-Meter-Lauf beim Maurie Plant Meet – Melbourne. Im August startete er über 5000 Meter bei den Weltmeisterschaften in Budapest und gelangte dort mit 13:21,20 min im Finale auf Rang zehn. Bei den Crosslauf-Weltmeisterschaften 2024 in Belgrad kam er im Einzelrennen der Männer nicht ins Ziel. Im August belegte er bei den U20-Weltmeisterschaften in Lima in 13:42,27 min den vierten Platz über 5000 Meter. 

## Persönliche Bestzeiten
- 3000 Meter: 7:38,06 min, 9. Juni 2023 in Paris
- 2 Meilen: 8:09,23 min, 9. Juni 2023 in Paris
- 5000 Meter: 13:05,47 min, 15. Juni 2023 in Oslo